# Paracaryum hedgei
Paracaryum hedgei är en strävbladig växtart som beskrevs av Aytaç och R.R.Mill. Paracaryum hedgei ingår i släktet Paracaryum och familjen strävbladiga växter. Inga underarter finns listade i Catalogue of Life.